# Schloss Ebenthal (Niederösterreich)

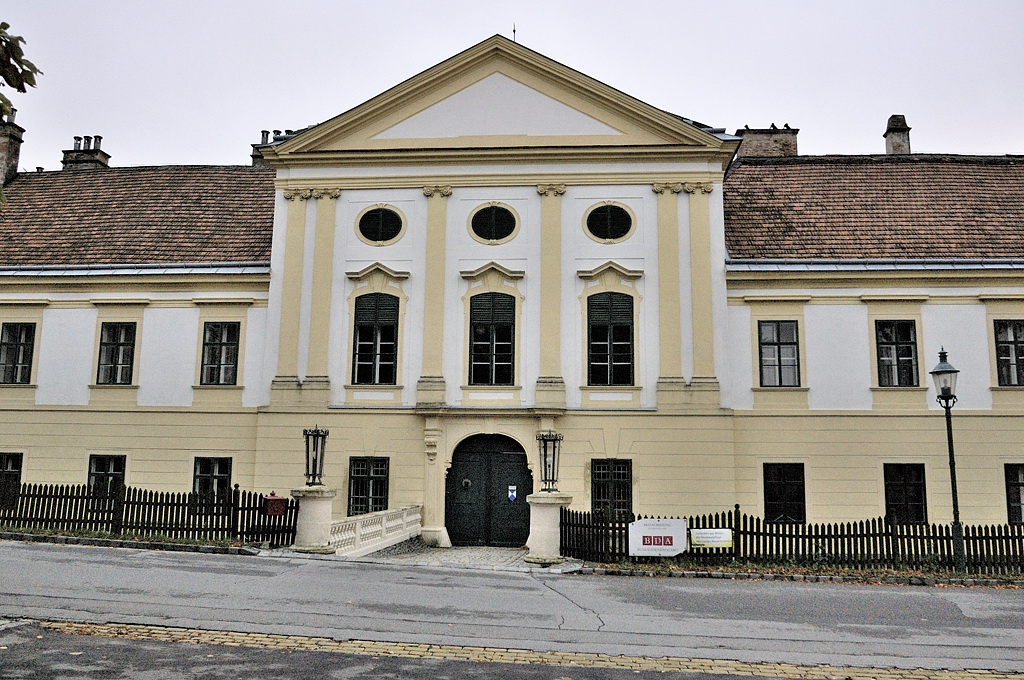
Mittelpavillon der Nordostfassade

Das Schloss Ebenthal (auch: Schloss Coburg) ist eine barocke Schlossanlage, die zum größten Teil aus dem 18. Jahrhundert stammt. Sie befindet sich in der niederösterreichischen Marktgemeinde Ebenthal, Bezirk Gänserndorf.

## Geschichte
Man weiß um die Existenz einer mittelalterlichen Burg in Ebenthal, denn eine Urkunde aus dem Jahr 1371 spricht von einer „Veste Ebenthal“. Einer anderen Urkunde zufolge war Schloss Ebenthal 1478 „öde und zerbrochen“. 1487 scheint Jakob Grabner zu Rosenburg als Herr von Ebenthal auf. Dann herrscht für lange Zeit Stille. Erst Ende des 17. Jahrhunderts wird man wieder fündig. Im Schlösserbuch des Georg Matthäus Vischer aus 1672 findet sich die erste bildliche Darstellung von Schloss Ebenthal. 

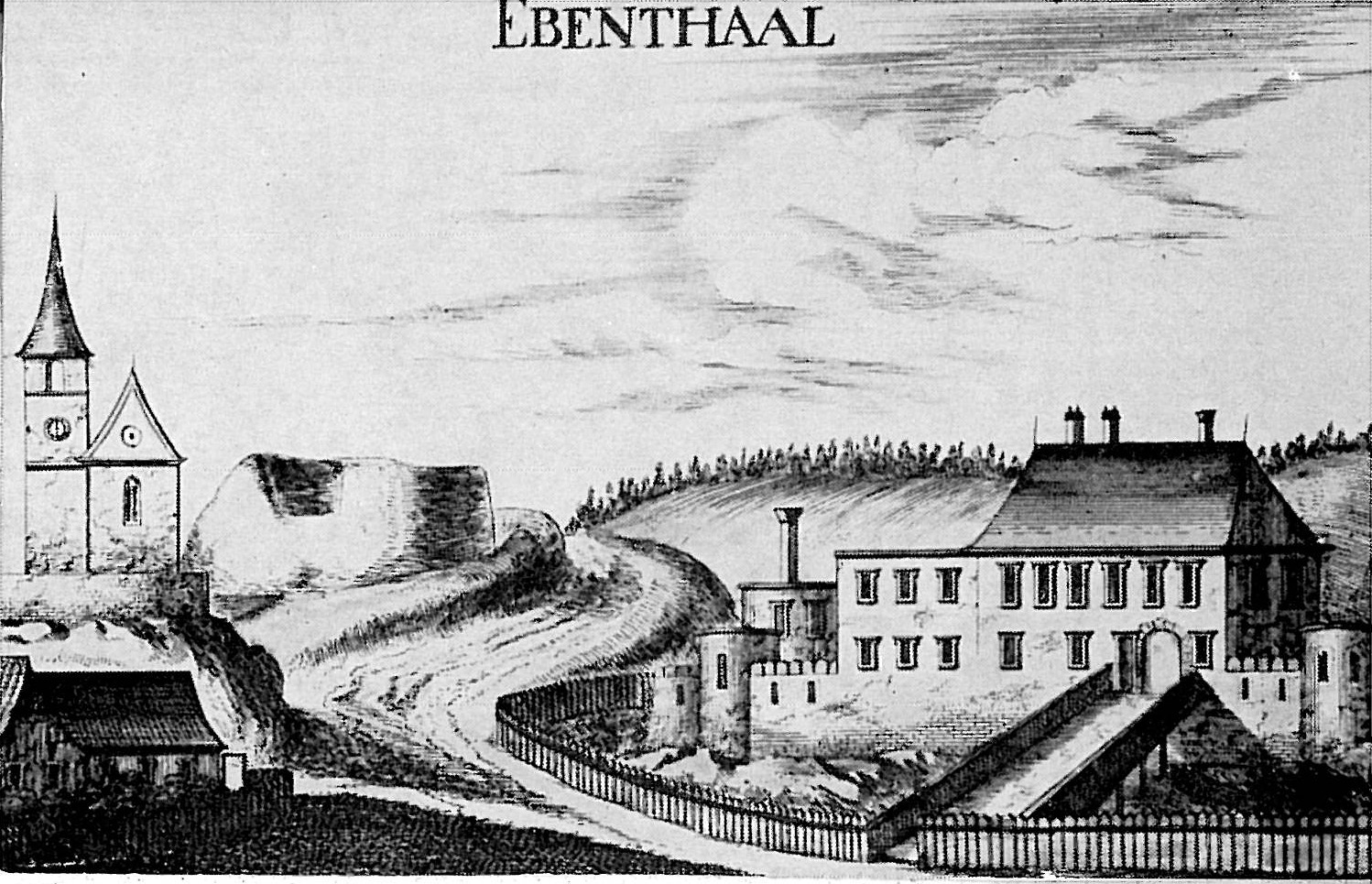
Schlösserbuch des Georg Matthäus Vischer: erste bildliche Darstellung von Schloss Ebenthal, 1672

 Eine genaue Beschreibung und Beurteilung dieses Stiches lässt sich der „Topographie von Niederösterreich. Wien 1885.“ entnehmen:

„Die Abbildung des Schlosses bei Math. Vischer (c. 1672) zeigt einen zwei Stockwerke hohen, zum Theile des Daches entäußerten Bau, der zu beiden Seiten sich in einer mit runden Türmchen flankierten Mauer fortsetzt, von einem Graben umgeben und jenseits desselben mit einem Lattenzaune eingefaßt, von welchem eine Brücke zu dem an der linken Seite der Hauptfront angebrachten Thore führt. Es scheint, dass die Zeichnung mit dem halb abgedeckten Hause eine Schädigung desselben durch Brand oder eine unvollendete Neuerung habe bezeichnen wollen. […] Uebrigens ist es nicht wahrscheinlich, dass die älteste Veste zu Ebenthal an der Stelle des heutigen Schlosses stand. Sie dürfte eher auf der Höhe hinter dem Schlosse im heutigen Schlosspark zu suchen sein.“

Das heutige Schloss stammt zum Großteil aus der ersten Hälfte des 18. Jahrhunderts. 1732 gelangte Ebenthal in den Besitz von Andreas Josef Graf Koháry. Unter dem General, Regimentsinhaber und Kapitän der ungarischen Leibgarde wurde es zu einem repräsentativen Landsitz ausgebaut. Der stilistische Befund der Architektur als auch einige im Koháry-Archiv in Banská Bystrica aufgefundene Archivalien weisen zusammen mit einer 1736 datierten Skizze auf eine Bauführung im unmittelbaren Anschluss an den Erwerb der Herrschaft. In den archivalischen Unterlagen werden bereits zu Beginn der Bausaison 1733 für einen nicht namentlich genannten Baumeister hohe Summen „zu dem Gebeu der Herrschaft Ebenthal“ ausgewiesen.
Im Jahr 1826 verstarb Franz de Paula Graf Koháry und vererbte seinen gesamten Besitz an seine einzige Tochter Maria Antonie Gabriele von Koháry, die seit 1816 mit Ferdinand Georg August von Sachsen-Coburg-Saalfeld verheiratet war. Ebenthal war der Lieblingsaufenthaltsort von deren Sohn August von Sachsen-Coburg und Gotha-Koháry, der hier am 26. Juli 1881 verstarb. Von dessen Sohn Zar Ferdinand I. von Bulgarien 1918 zu seinem Asyl auserkoren, der hierher schon gegen Kriegsende seine zwei Töchter gebracht hatte, wurde ihm das von seinem Schwager Kaiser Karl I. verweigert, so dass er sein Asyl in Deutschland nehmen musste.
Das Schloss befand sich bis 1970 im Besitz des Hauses Sachsen-Coburg-Koháry und befindet sich heute, nach mehreren Verkäufen, im Privatbesitz.

## Beschreibung
Auf den ersten Blick präsentiert sich der um einen querrechteckigen Hof geführte zweigeschoßige Baukörper als einheitliche Schöpfung des Spätbarock. Es lassen sich jedoch kleinere Unregelmäßigkeiten in der Fensteraufteilung und Abweichungen vom rechten Winkel im Geviert des Hofes nachweisen, was auf die Einbeziehung älterer Teile schließen lässt. Hierbei könnte es sich um die Bausubstanz des von Vischer wiedergegebenen Objekts handeln.
Die Hauptfassade im Nordosten besteht aus niedrigen Seitenflügeln und einem dreiachsigen, stark überhöhten Pavillon, der den Festsaal und hofseitig die doppelarmige Treppe aufnimmt. Eine dünne, an den Kanten verdoppelte ionische Pilasterordnung mit abschließendem Dreiecksgiebel nobilitiert den mit Segmentbogenfenstern und ovalen Oberlichten versehenen Saalbau. Im Gegensatz dazu ist die Gliederung an den vielachsig-langen Seitentrakten weitgehend zurückgenommen. Einfache Fensterformen mit geraden Verdachungen und Parapetfeldern kommen hier zum Einsatz. An den dreiachsigen Flanken erfährt dieses System eine Kräftigung durch übergreifende Putzrahmen, und abschließende Quaderbänder. Das Erdgeschoß ist durchgehend genutet und mit einfach gerahmten Fenstern versehen.
Dasselbe Gliederungssystem zeigt auch die nordwestliche Seitenfassade. Da diese Seite allein der Sichtbeziehung des Schlosses zum Ort Rechnung trägt, ist sie durch einen dreiachsigen Mittelrisalit mit gemischtlinigem Giebelaufsatz akzentuiert, der in der Raumdisposition keine Berücksichtigung findet, und gemeinsam mit der Blendarkatur im Erdgeschoß als „Würde-Zitat“ zu verstehen ist.
In den vordersten Reihen der Wiener Barockbaumeister wird der Planverfasser des Ebenthaler Schlossgebäudes wohl kaum zu suchen sein; darauf weisen etwa Detaillösungen wie das magere Hauptportal, auf dem die große Ordnung des Pavillons steht, oder generell der ziemlich lustlose Vortrag der flächig gehaltenen Fassadengliederung, deren Konzept damals als „Gebrauchstypus“ allgemein im Umlauf war. Allerdings ist zu bedenken, dass die barocke Szene der 1730er Jahre zum Teil bereits zu einer beruhigten, merklich abgekühlten Formgebung tendiert, deren Dürftigkeit im Repertoire nicht zwangsläufig gleichbedeutend mit mangelnder Qualität sein muss.

## Mögliche Architekten
Laut Dr. Wilhelm Georg Rizzi, auf dessen Untersuchungen sich dieser Abschnitt bezieht, kommen als Urheber zwei Architekten in die engere Wahl. Unter Vorbehalt Johann Baptist Martinelli, der seit 1728 als Meister, in den 1730er Jahren als Hofbaumeister und sodann als ungarischer Cameral-Ingenieur nachzuweisen ist und 1755 sogar zum kaiserlichen Hofarchitekten aufsteigen konnte. Möglicherweise zeichnet gerade seine Tätigkeit in Ungarn für die Betrauung mit dem Schlossbau in Ebenthal durch den Vertreter einer altungarischen Magnatenfamilie verantwortlich.
Viel größer ist jedoch die Wahrscheinlichkeit, dass es sich bei dem in Ebenthal tätigen Vertreter der Wiener Bauschule um Johann Enzenhofer handelt. Nach den Unterlagen im Kohàry-Archiv empfängt 1755 in Wien eine Rosina Catharina Enzenhofer eine Restzahlung für die von ihrem „Gott seel. Mann“ verfertigten Arbeiten in Ebenthal. Ihr Gatte, der bürgerliche Bau- und Maurermeister Johann Enzenhofer, war 1753 in Wien gestorben. Besonders in Ungarn ist Enzenhofer mehrfach nachgewiesen.
Der zur Bauzeit bereits überholte Kastelltypus der Ebenthaler Anlage findet gerade in der Slowakei und damit auf ungarischer Reichshälfte Vergleichsbeispiele in größerer Zahl. Interessant ist in diesem Zusammenhang der mächtige zweigeschoßige Vierkantbau des Schlosses in Antol von 1744, da dieses einerseits für Johann Enzenhofer gesichert ist und sich andererseits durch seinen Bauherrn Andreas Josef Kohàry der Kreis auch um Ebenthal schließt.
Der gesellschaftliche Aufstieg von Andreas Josef Kohàry, seit 1731 Gespan des Komitates Hont, an der Seite von Prinz Eugen von Savoyen, erfordert gebührende Repräsentation der erreichten und ausgeübten Ämter und führt in der kurzen Zeitspanne der 1730er und 1740er Jahre des 18. Jahrhunderts zur Entstehung von Schloss Ebenthal und von Schloss Antol – Schloss Svätý Anton – in der Nähe der Bergbaustadt Banská Štiavnica in der Mittelslowakei. Der mächtige zweigeschoßige Vierkantbau des Schlosses in Antol von 1744 ist für Johann Enzenhofer gesichert.

## Innenausstattung
Besonderes Augenmerk verdient der Festsaal als Schauplatz barocker Prachtentfaltung. Eine einheitliche freskante Ausstattung bestimmt die Wirkung des steil proportionierten, einseitig belichteten Raumes. Der Hauptakzent dieses prachtvollen Saales mit seinen kannelierten Wandpilastern, den Grisaillefiguren in den Wandnischen, über den Türen gemalten Supraporten mit den „Vier Jahreszeiten“ und den reichgestalteten Kaminaufsätzen geht von dem Deckengemälde „Verherrlichung des Olymp“ aus. In Fortsetzung der Wandgliederung breitet sich über dem Gebälk eine Scheinarchitekturzone aus, die eine Galerie vortäuscht und den Blick in den Götterhimmel freigibt. Zeus und Hera thronen inmitten der olympischen Götter, die sich auf Wolkenbänken niedergelassen haben.
Da die damaligen Malgepflogenheiten sehr oft zwischen den Figurenmalern und den Quadraturisten unterscheiden, wäre auch in Ebenthal hinsichtlich der Architektur und der figuralen Komposition eine Arbeitsteilung in Erwägung zu ziehen. Gewiss war jedoch in Ebenthal der Quadraturist der führende Meister, der die Gesamtdekoration und damit das Konzept insgesamt festlegte.
Der Figurenmaler entstammt dem Kreis um Paul Troger und könnte mit dem akademischen Maler Anton Schmidt ident sein. Der konkrete Grund, weswegen gerade Schmidt als Figurist für Ebenthal in die engere Wahl gezogen wird, liegt in dessen Tätigkeit bei der wenige Jahre jüngeren Ausstattung des bereits erwähnten Schlosses in Antol unter demselben Bauherrn Andreas Josef Kohàry.
Kunstgeschichtlich bedeutend ist jedoch die Quadratur der Decke, die im vorliegenden Fall nicht so sehr der Erhöhung des realen Raumes, als vielmehr dessen Verbindung mit der in der Höhe schwebenden Himmelswelt dient. Die 1736 datierte Skizze mit dem Titel „Salla in fresco del Conte Kohàry“ zeigt diese Scheinarchitektur in virtuosen Federstrichen als Vorbereitung zur Ausführung. Sie stammt aus der Hand des damals berühmtesten Quadraturisten, Dekorateurs und kaiserlichen Theatral-Ingenieurs, Giuseppe Galli da Bibiena. In Anbetracht der Tatsache, dass der Künstler zumeist für ephemere Werke herangezogen worden ist, stellt seine Arbeit in Ebenthal – neben der Ausstattung des Theaters in Bayreuth – das einzige erhaltene Beispiel dieser Gattung dar und ist somit in jeder Hinsicht als Rarissimum zu werten.
Die im Obergeschoß an den Festsaal anschließenden Räume im Westen haben Bandlwerkstuck aus dem zweiten Viertel des 18. Jahrhunderts, originale Türen und Lambrien. Die Räume gegen Osten wurden im ersten Viertel des 19. Jahrhunderts spätklassizistisch umgestaltet. Im Deckenbereich findet sich dekorative Schablonenmalerei über zartem Stuckgesims. Bemerkenswert ist noch ein Raum mit Schlafnische hinter eingestellten Säulen.
Die Räume im Erdgeschoß sind zum Teil mit Stichkappen und runden Stuckspiegeln ausgestattet; die Gänge überwiegend mit Tonnengewölben. Im Erdgeschoß befindet sich auch die Schlosskapelle und zwar in der Süd-West-Ecke des Schlosses. Die zweigeschoßige, aus Hauptraum und Presbyterium gebildete und mit Oratorien und Emporen versehene Kapelle zeigt eine der Stilstufe des Saales entsprechende, jedoch streng tektonische Ausstattung in Stuckmarmor. Nach der Detailform des in die harte Pilastergliederung der Wand eingebundenen Hauptaltares zu schließen, dürfte sie jedoch einige Jahre jünger sein, wofür auch das späte Weihedatum vom 15. August 1747 spricht. Gemeinsam mit dem Hauptaltar wurde auch der Altar des Johannes Nepomuk geweiht, der die Figur des Heiligen auf einer Wolkenbank in Stuck darstellt. Ein unbekannter Künstler hat dieses Fresko in der Mitte des 18. Jahrhunderts gemalt.
Der kleine Hauptaltar besitzt ein, mit einem stuckierten Rahmen gerahmtes, modernes Bild, das Maria mit Kind darstellt. Erwähnenswert ist noch die Freskomalerei in den Spiegelfeldern der flachen Kapellengewölbe, die die Heilige Dreifaltigkeit und die Leidenswerkzeuge Christi darstellt und im zweiten Viertel des 18. Jahrhunderts entstanden ist. Leider macht der stark übermalte Zustand des Freskos jede Künstlerzuweisung unmöglich.
Bei Franz Xaver Schweickhardt ist zur Schlosskapelle folgendes vermerkt:

„In dem Schlosse, welches als ein weitläufiges Prachtgebäude eine rühmliche Erwähnung verdient, ist auch eine schöne Capelle vorhanden, wovon das Altarblatt im Bildnisse den sterbenden Heiland enthält. In derselben wird bei Anwesenheit der Herrschaft Gottesdienst gehalten.“

In der Kapelle befand sich ursprünglich das von Viktor Tilgner, einem 1844 im damals ungarischen Preßburg geborenen Bildhauer, geschaffene Kolossalgrabdenkmal des 1881 in Ebenthal verstorbenen Herzog August von Sachsen-Coburg und Gotha. Heute steht das Denkmal, das einer Inschrift zufolge aus dem Jahr 1885 datiert, auf den Coburg'schen Besitzungen im Wald südwestlich von Ebenthal. Unter Herzog August wurden Mitte des 19. Jahrhunderts einerseits die umfassenden Gartenanlagen geschaffen, andererseits erfolgte ein letzter Umbau des Schlosses, bei dem die runden Ecktürme in die Seitenflügel der Hauptfront einbezogen wurden.
Die Inneneinrichtung des Schlosses ist seit 1945 verloren; jedoch gibt ein Bericht über einen Ausflug nach Stillfried und Ebenthal im „Monatsblatt des Vereins für Landeskunde“ aus dem Jahr 1916/17 Auskunft darüber, wie diese ursprünglich ausgesehen hat:

„In Ebenthal war das Ziel das Schloß, dessen Besichtigung Se. kgl. Hoheit Prinz Philipp von Sachsen-Coburg und Gotha gnädigst gestattet hatte.[…] Heute hat das idyllische Schlößchen für uns Österreicher große Anziehungskraft gewonnen, denn hier verbrachte der uns in dem großen Völkerringen treu verbündete König Ferdinand von Bulgarien seine Kindheit und noch heute weilt er jedes Jahr eine kurze Zeit hier in stiller und einfacher Zurückgezogenheit.[…] Die Räume zeichnen sich durch den Eindruck gemütlicher Wohnlichkeit (zum Teile mit auserlesenen Möbelstücken von der Rokoko- bis zur Biedermeierzeit) aus, ein Eindruck, der vielfach an das von unserem Vereine im Vorjahre besichtigte Schloß Ernstbrunn erinnert.“

## Außenbereich
Der Schlosspark ist nicht öffentlich zugänglich.
Das Ottokarkreuz von Ebenthal, ein Steinkreuz bei der seitlichen Zufahrt zum Schloss Ebenthal, erinnert an die Schlacht bei Dürnkrut und Jedenspeigen.